# 71ª Brigata cacciatori
La 71ª Brigata cacciatori autonoma (in ucraino 71-ша окрема єгерська бригада?, 71-ša okrema jehers'ka bryhada, unità militare A4030) è un'unità di fanteria leggera delle Forze d'assalto aereo ucraine, con base a Pavlohrad.

## Storia
La brigata è stata creata subito dopo l'inizio dell'invasione russa dell'Ucraina del 2022, come parte dell'espansione della riserva dell'esercito ucraino. Già a maggio però l'unità ha lasciato il Corpo di Riserva ed è stata schierata nella regione di Charkiv, e a partire da giugno anche in Donbass. Unità della brigata sono state impegnate durante la controffensiva di Charkiv nel settembre 2022, oltrepassando il Severskij Donec e conducendo un'offensiva verso Balaklija. Nel mese di ottobre è stata schierata nell'oblast' di Donec'k, prendendo parte alle battaglie difensive nei pressi di Bachmut. Contestualmente la brigata è stata trasferita alle Forze d'assalto aereo, diventando la prima unità non aviotrasportata a farne parte, con il compito di supportare le unità più specializzate del corpo.
Fra novembre e dicembre ha difeso in particolare i sobborghi meridionali della città di Bachmut dai continui assalti delle truppe del Gruppo Wagner. Il 6 dicembre 2022 è stata insignita, insieme alla 46ª Brigata aeromobile, del titolo onorifico "Per il Valore e il Coraggio" da parte del presidente dell'Ucraina Volodymyr Zelens'kyj. All'inizio di gennaio è stata costretta ad abbandonare il villaggio di Optyne, propaggine meridionale di Bachmut. Dopo essersi gradualmente ritirata verso il centro urbano nel mese di febbraio, è stata successivamente trasferita sul fronte di Kreminna. Elementi della brigata sono stati utilizzati durante un contrattacco a nord di Avdiïvka nell'aprile 2023, respingendo i russi oltre la linea ferroviaria presso Stepove. Altri reparti dell'unità sono stati spostati nelle retrovie, prendendo parte ad esercitazioni nell'area di Nikopol'.
A giugno la brigata ha ricevuto un nuovo stemma, coerente con le insegne e i colori delle Forze d'assalto aereo. Dopo aver trascorso diversi mesi in riserva, ad agosto l'unità è stata nuovamente riportata al fronte, venendo schierata nel settore a sud di Orichiv insieme alla 46ª Brigata aeromobile e all'82ª Brigata d'assalto aereo in seguito alla cattura della roccaforte di Robotyne. È entrata in azione in prima linea a partire dalla fine di settembre, venendo immessa nel saliente con la 15ª Brigata "Kara-Dag"  e la 116ª Brigata meccanizzata. In particolare all'inizio di ottobre è stata impiegata sul fianco sinistro dell'avanzata ucraina a sostegno della 118ª Brigata meccanizzata.
A metà dicembre la brigata è stata trasferita nell'area di Avdiïvka, interessata a partire da ottobre da un'importante offensiva russa, venendo inizialmente schierata nelle retrovie del fronte. In seguito alla caduta della città alla fine di febbraio 2024, è stata impiegata in combattimento nell'area lungo la linea ferroviaria a nord della città. A maggio elementi della brigata sono stati trasferiti sul fronte nord a causa della nuova offensiva russa nella regione di Charkiv, fornendo supporto alla 57ª Brigata motorizzata nella difesa della città di Vovčans'k. Ad agosto, in seguito alla legge ucraina che ha permesso ad alcune categorie di detenuti di prestare volontariamente servizio nell'esercito, la 71ª Brigata cacciatori ne ha integrato un certo numero nei propri ranghi, costituendo un reparto dedicato. Alla fine di settembre la brigata è stata impiegata a difesa del settore di fronte a Pokrovs'k insieme alla 152ª Brigata cacciatori e al 425º Battaglione d'assalto, dove ha respinto diversi assalti meccanizzati russi.

## Struttura
- Comando di brigata[29]
- 1º Battaglione cacciatori
- 2º Battaglione cacciatori
- 3º Battaglione cacciatori
- 4º Battaglione cacciatori
- Battaglione OUN "Immitis" (sciolto nel 2023)[30]
- Gruppo d'artiglieria
  - Batteria acquisizione obiettivi
  - Battaglione artiglieria campale (M101)
  - Battaglione artiglieria semovente
  - Battaglione artiglieria lanciarazzi
  - Battaglione artiglieria controcarri
- Battaglione artiglieria missilistica contraerei
- Compagnia ricognizione
- Compagnia genio
- Compagnia mortai
- Compagnia ATGM
- Compagnia logistica
- Compagnia comunicazioni
- Compagnia difesa NBC
- Compagnia medica

## Comandanti
- Colonnello Andrij Tkačuk (2022 - in carica)[31]